# Miami (Texas)
Miami település az Amerikai Egyesült Államok Texas államában, Roberts megyében, melynek megyeszékhelye is. Lakosainak száma 539 fő (2020. április 1.).

## Népesség
A település népességének változása:

| 2010 | 597 |
| 2020 | 539 |